# Valea Gârbea, Harghita
Valea Gârbea (maghiară Görbepataka) este un sat în comuna Lunca de Sus din județul Harghita, Transilvania, România.